# Peter Östman

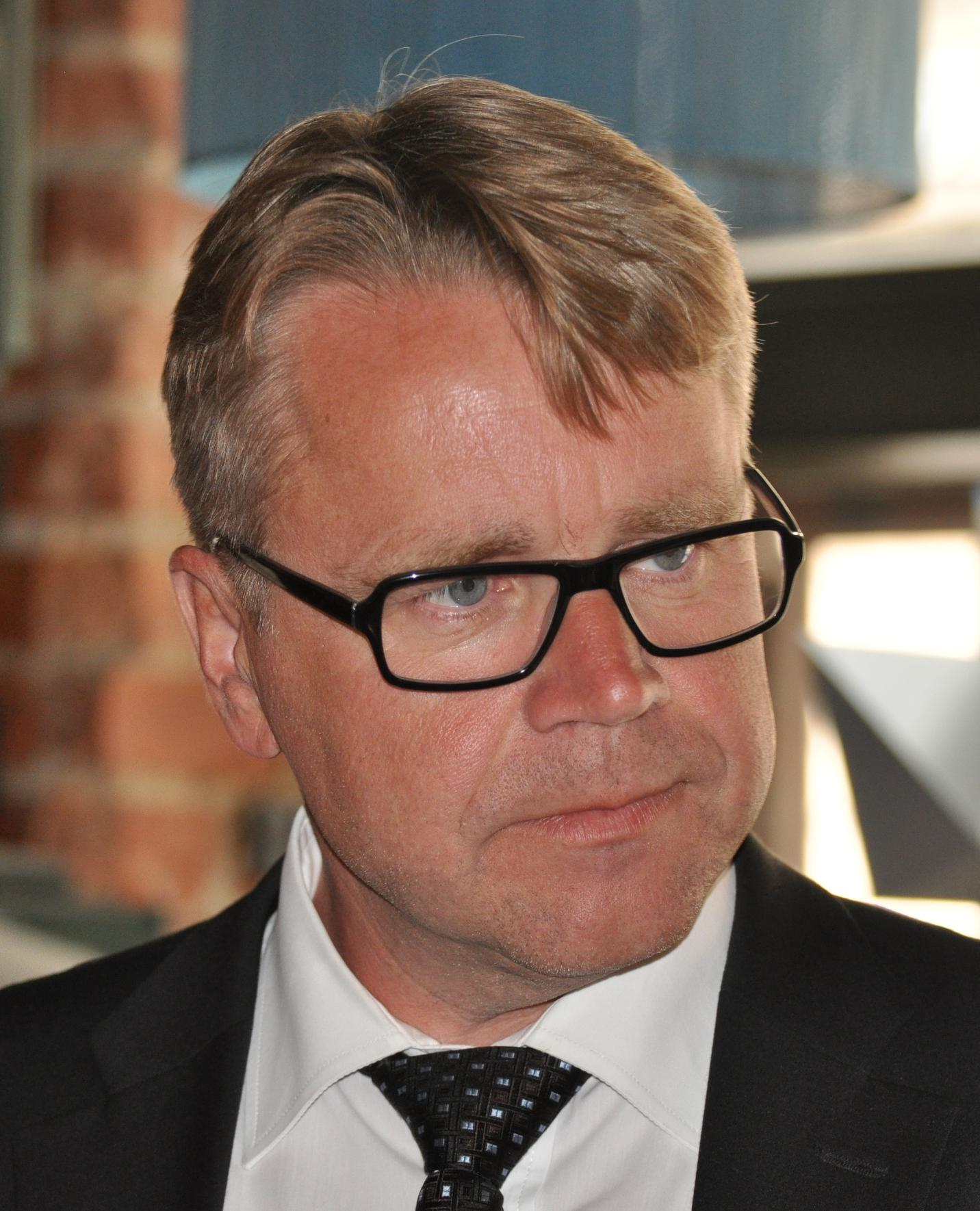
Peter Östman

Peter Johan Östman (* 16. Dezember 1961 in Luoto) ist ein Politiker der finnischen Christdemokraten. Er ist Abgeordneter des Reichstages und Fraktionschef.
Östman wurde 2011 erstmals für seinen Wahlkreis Vaasa in das finnische Parlament gewählt. Er ist Mitglied des Hauptausschusses, des Ausschusses für Arbeit, des Rechtsausschusses und der finnischen Delegation beim Nordischen Rat. Von 2014 bis Ende 2016 war er Vorsitzender der Europäischen Christlichen Politischen Bewegung. In deren Beirat ist er weiterhin tätig.